# Acidente aéreo do C-130 Hercules no Chile em 2019
O acidente aéreo do C-130 Hercules no Chile em 2019, foi um acidente aéreo que ocorreu às 18h13min, UTC-3 (21:13 hrs no UTC) de 9 de dezembro de 2019, quando a Força Aérea do Chile perdeu contato radial com o avião Lockheed C-130 Hercules nas águas da Passagem de Drake, enquanto realizava um voo logístico entre a Base Aérea Chabunco em Punta Arenas e a Base Presidente Eduardo Frei Montalva na Antártida. O avião militar foi declarado sinistrado pelo governo chileno, até 11 de dezembro quando foi confirmada a recuperação dos primeiros destroços da aeronave.

## Desaparecimento

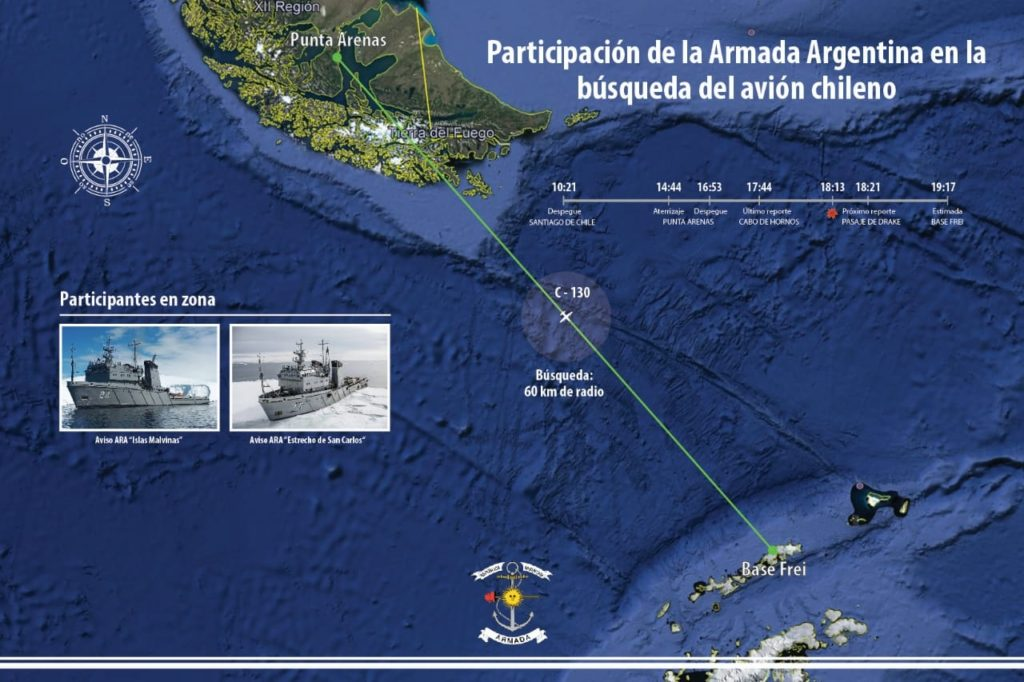
Mapa indicando a origem, destino e local de perda de contato com a aeronave. É indicado também a participação da Marinha Argentina.

Às 16h55min hora local (19:55 hrs no UTC) de 9 de dezembro de 2019, um Lockheed C-130, pertencente ao Grupo de Aviação n°10 da FACh, decolou desde a Base Aérea Chabunco rumo à Base Presidente Eduardo Frei Montalva, localizada na Antártica. A aeronave estava desenvolvendo tarefas de apoio logístico, para o qual pessoal se transladava com o fim de revisar o oleoduto flutuante de abastecimento de combustível da Base Eduardo Frei Montalva, além de aplicar um tratamento anticorrosivo às instalações nacionais na zona.

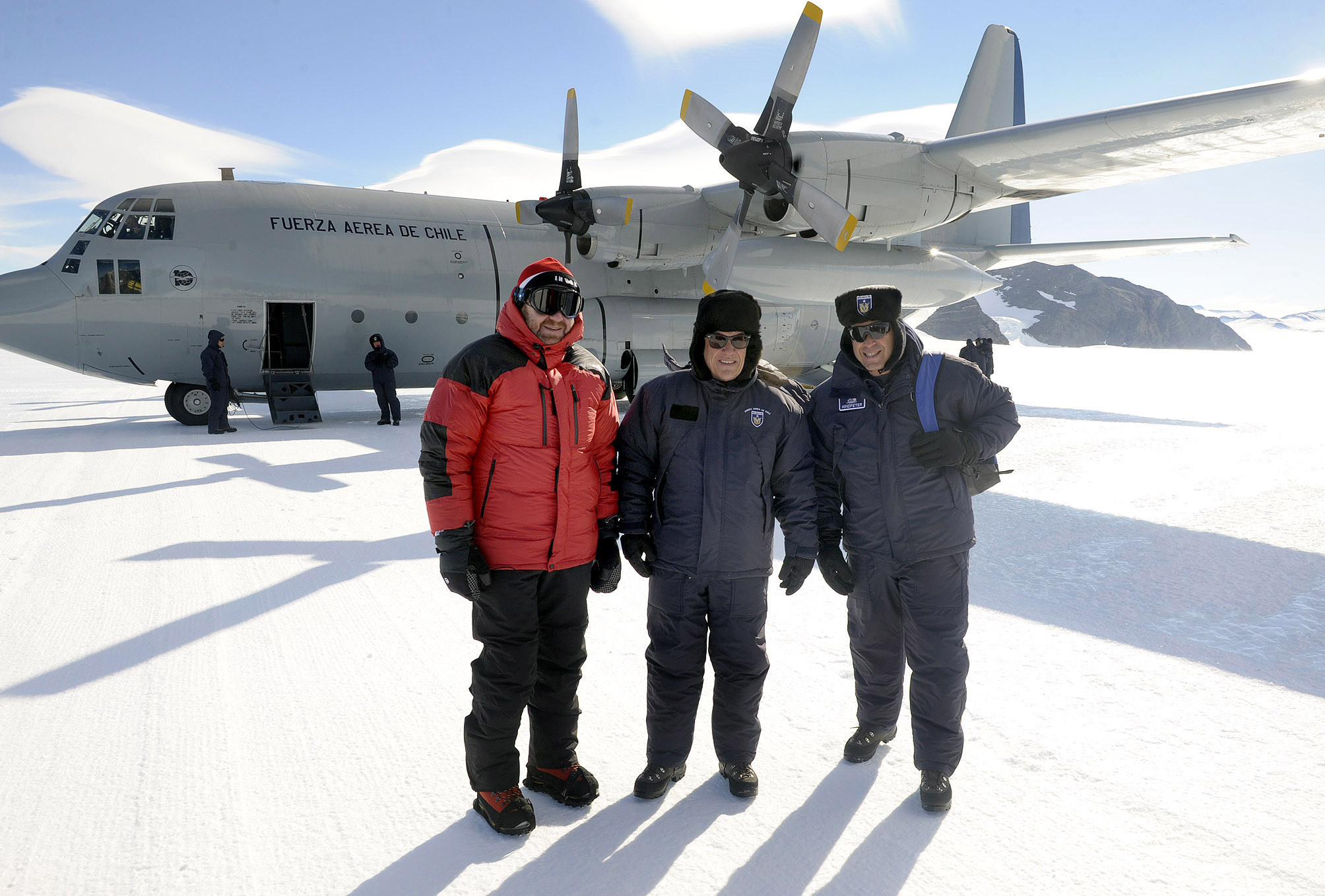
Imagem do presidente chileno Sebastián Piñera na Antártica Chilena e atrás um avião C-130 Hercules, janeiro de 2013.

Após uma hora e dezoito minutos de voo para o sul, às 18h13min (21:13 hrs no UTC), todo contato radial entre a aeronave e a FACh foi perdido. Imediatamente depois disso, o status de alerta foi ativado e despachou-se uma equipe multidisciplinar de busca e salvamento desde a Região de Magalhães e Antártica e a Região Metropolitana de Santiago. Após uma tentativa malsucedida de reconhecimento visual por um avião De Havilland Canada DHC-6 Twin Otter, dois caças Northrop F-5 e uma aeronave Bae se somaram ao trabalho de busca. Por parte da Marinha do Chile, o navio polivalente Sargento Aldea assumiu as funções de coordenador da pesquisa na área de operações.
Segundo a Força Aérea Chilena, a aeronave desaparecida tinha combustível suficiente para voar até as 00h40min hora local (03:40 hrs no UTC) do dia seguinte, embora não se produzisse a aterrissagem no seu destino. Após essa hora, a aeronave foi declarada «sinistrada», mantendo as tarefas de busca durante a madrugada de 10 de dezembro.
Em 11 de dezembro, o barco de pesca com bandeira chilena Antartic Endevour achou esponja flutuando a 30 quilômetros ao sul da última posição registrada da aeronave. Por sua vez, o navio polar Almirante Maximiano (H 41), mediante a conta do Twitter do presidente do Brasil —Jair Bolsonaro—, informou que encontrou «objetos pessoais e detritos compatíveis» com a aeronave sinistrada, à espera de uma peritagem para confirmar sua pertença  à aeronave. Nesse mesmo dia, os familiares foram informados e, posteriormente, foi informada a imprensa que restos humanos foram achados na área de busca; uma vez recuperados esses restos, proceder-se-á à identificação no Serviço Médico Legal da cidade de Punta Arenas.

## Características do avião

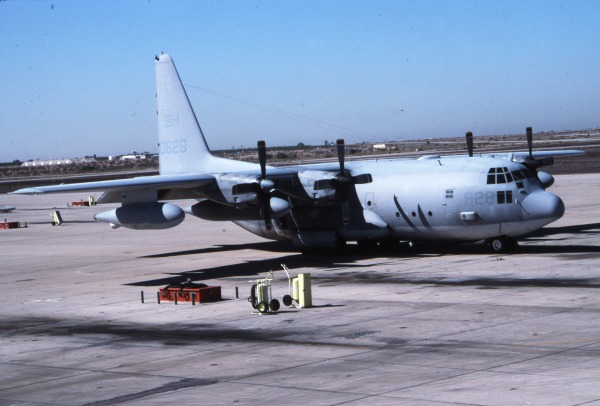
O C-130 Hércules acidentado, quando operado pelo USMC, em 1996.

O avião foi construído em 1978 e utilizado pelo Corpo de Fuzileiros Navais dos Estados Unidos como um navio-tanque KC-130R para operações de reabastecimento de combustível em voo, com número de cauda 77-0324 e número de série 382-4776. Funcionara em Cherry Point, Carolina do Norte (VMGR-252) e em Iwakuni, Japão (VMGR-152).
A aeronave foi armazenada no AMARG de 2009 até 2014. Após ser comprada pela Força Aérea Chilena por 7 milhões de dólares, foi restaurada na Base da Força Aérea Hill, no estado de Utah, de acordo com os padrões C-130H, e entregue em 2015 sob o novo número de cauda 990.
No dia 22 de abril de 2016, o avião teve problemas com seu trem de pouso, portanto, teve que retornar à base Chabunco de sua trajetória para a Antártica. Naquela ocasião, ficava com 45 passageiros e um bebê, pelo que se ativou o sistema de emergência na ONEMI do Magallanes. E muitas companhias de bombeiros da cidade de Punta Arenas deslocaram-se para a Base Aérea Chabunco, onde não houve feridos.

## Lista da tripulação
Entre as 38 pessoas a bordo do C-130, encontram-se 17 tripulantes e 21 passageiros; um deles, estudante de engenharia civil química, de 24 anos, da Universidade de Magallanes.
Lista de passageiros oficial fornecida pela FACh:
| - Força Aérea Chilena: - Comandante de Esquadrilha (A) Ítalo Medina Quiñones - Comandante de Esquadrilha (A) Héctor Castro Concha - Comandante de Grupo (AD) Eduardo Navarrete Pizarro - Tenente (A) Enrique Ruiz Moreno - Subtenente Manuel Figueroa Provoste - Suboficial Santiago Velásquez Macías - Suboficial Miguel Balladares Saavedra - Subtenente Víctor Rodríguez Venegas - Suboficial Germán Reyes Moto - Suboficial Mauricio Herrera Alarcón - Primeiro-sargento Francisco Aguirre Raimondi - Primeiro-sargento Nolberto Romo Carrasco - Primeiro-sargento Ramón Alarcón Guerrero - Segundo-sargento Alexis Baeza Torres - Segundo-sargento Cristian Venegas Godoy - Segundo-sargento Guillermo Figueroa Delgado - Segundo-sargento Luis Mancilla Díaz - Segundo-sargento José Sainz Lucero - Segundo-sargento Cristian Osorio Basualto - Primeiro-cabo Gonzalo Burgos Gajardo | - - Primeiro-cabo Esteban Catalán Pavez - Primeiro-cabo Sergio Romero Oteiza - Primeiro-cabo Cristopher Pacheco Carrasco - Primeiro-cabo Mauricio Pérez Osses - Primeiro-cabo Leandro Torti Lillo - Segundo-cabo Gabriel García Loyola - Segundo-cabo Luis Montoya Soto - Segundo-cabo Felipe Herrera Pino - Segundo-cabo Matías Zárate García - Cabo Luis Iturriaga Poblete - Pessoal à Contrata Jeremías Mancilla Díaz - Pessoal à Contrata Claudia Manzo Morales - Exército do Chile - General de Brigada Daniel Ortiz Vidal - Coronel Christian Astorquiza Oddo - Tenente-coronel Óscar Saavedra Arévalo - Empresa Inproser: - Leonel Cabrera Campos - Jacob Pizarro Gatica - Universidade de Magallanes: - Ignacio Parada Gálvez |

## Reações internacionais
- A Marinha Argentina e a Força Aérea Argentina participaram da missão de busca e salvamento graças à mobilização dos avisos ARA Islas Malvinas, ARA Estrecho de San Carlos e um  Grumman S-2 em nome da Marinha; e de um C-130, um De Havilland Canada DHC-6 Twin Otter e um Bell 412 em nome da Força Aérea.[14][15]

Por sua vez, o Comando Conjunto Antártico pôs à disposição o quebra-gelo ARA Almirante Irízar e o aviso ARA Bahía Agradable (A-23). Imagens fornecidas pelo satélite SAOCOM 1A foram oferecidas pela CONAE.
- A Marinha do Brasil e a Força Aérea Brasileira puseram-se à disposição tão logo quanto solicitado pelo governo chileno, através do presidente Jair Bolsonaro. O navio polar Almirante Maximiano (H-41), da Marinha —com dois helicópteros a bordo— foi ativado para operações de busca e salvamento, além de dois aviões da Força Aérea, um CASA C-295 Persuader e um Lockheed P-3 Orion.[17]

- O Comando Sul dos Estados Unidos despachou um Boeing P-8 Poseidon para ajudar na busca. Forneceu, também, imagens de satélite da área sondada.[18][19]

- O Ministério das Relações Exteriores do Peru, por meio da Comissão Nacional de Pesquisa e Desenvolvimento Aeroespacial, contribuiu com a busca da aeronave mediante imagens de satélite coletadas pelo PeruSat-1.[20]

- A Força Aérea Uruguaia participou da missão de busca e salvamento, por meio de outra aeronave Hercules C-130 (Prefixo 592 daquela Força).[21]

## Pesquisa
O local do acidente foi encontrado na costa da América do Sul em 12 de dezembro, a 27 km da última posição conhecida do C-130.
A fuselagem, os principais componentes da aeronave e restos humanos foram identificados.
Nenhum sobrevivente foi encontrado.

## Países participantes da busca
Sete países estão colaborando com o Chile na busca do avião Lockheed C-130 Hercules:
| - Argentina, - Brasil, - Estados Unidos, | - Israel, - Peru, - Reino Unido e | - Uruguai. |